# Cargo-Pendelzug

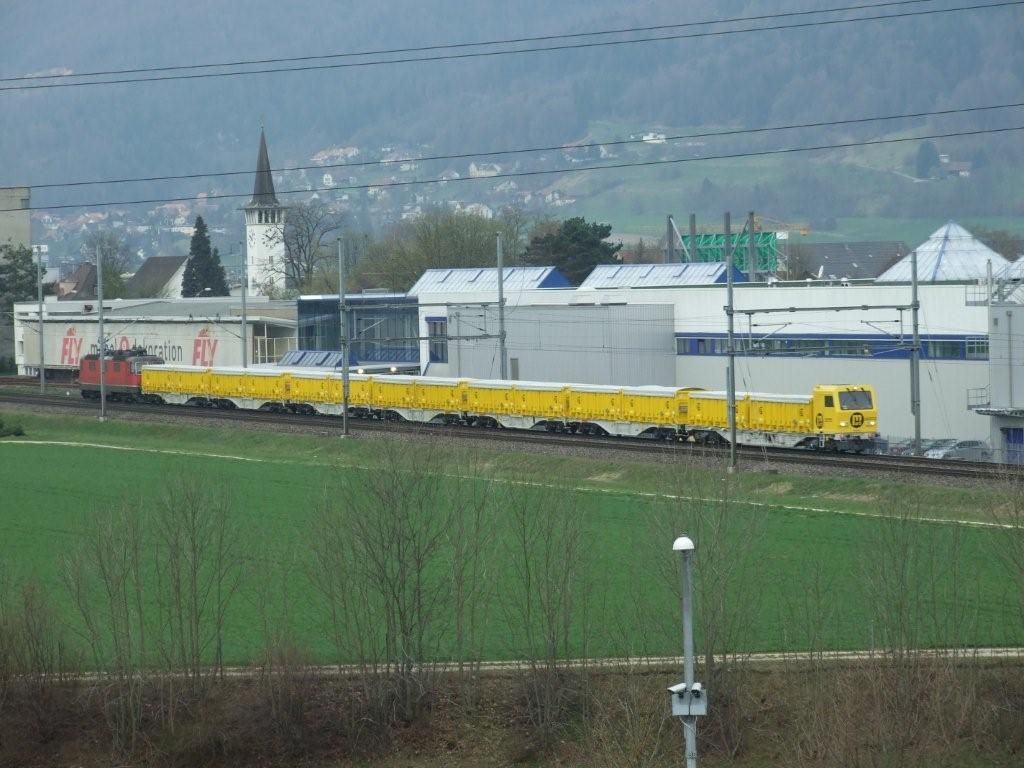
Der Cargo-Pendelzug

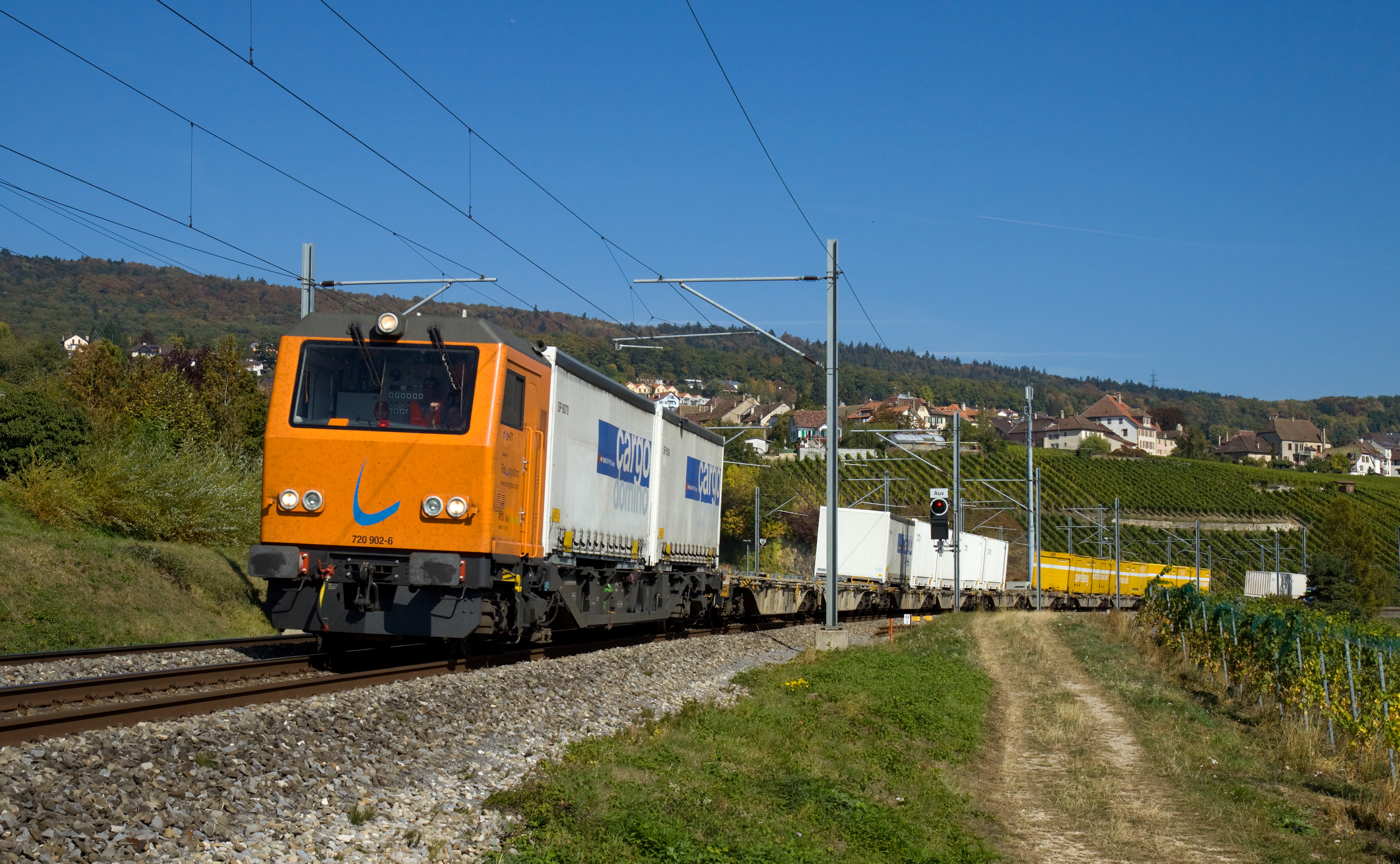
Cargo-Pendelzug von Railogistics

Der Cargo-Pendelzug ist ein Pendelzug mit Elektrolokomotive, Containertragwagen und einem vom CargoSprinter übernommenen Triebkopf. Damit verfügt er sowohl über einen elektrischen als auch über einen thermischen Antrieb (Dieselmotor). So können bei Rangierfahrten auch Gleise ohne Fahrleitungen befahren werden, ohne sonst auf die Vorteile der Elektrolokomotive verzichten zu müssen. Der Cargo-Pendelzug wurde von der Marti Infra AG (Altlasten, Sanierungen und Umwelttechnik sowie Kies- und Umweltlogistik) zusammen mit SBB Cargo entwickelt und fährt seit April 2009 im planmässigen Einsatz.

## Anforderungen
Da bei einigen Grossbaustellen in der Schweiz die Anlieferung von Baumaterial auf der Bahn über einen Gleisanschluss erfolgt, wurde der Cargo-Pendelzug entwickelt. Mit ihm wird der Materialtransport zwischen Verladeplätzen und Baustellen vereinfacht.

### Hauptbahnhof Zürich
Die Baustelle des Hauptbahnhof Zürich kann kaum nur über die Strasse beliefert werden. Ausserdem liessen die örtlichen Verhältnisse keine grosse Schüttgrube zu. Deshalb lässt man den benötigten Kies in Wechselbehältern mit der Bahn anliefern.
Die Gleise an den Be- und Entladeplätzen haben keine Oberleitung, da diese die Entladung mit einem Kran unmöglich machen würde. So musste bisher an beiden Umschlagplätzen immer je eine Diesellokomotive bereitstehen, um die Wagen für Be- und Entladearbeiten zu rangieren. Die Zugleistung auf der Strecke wird mit einer Elektrolokomotive erbracht. So sind insgesamt drei Triebfahrzeuge notwendig.
Der Fahrtrichtungswechsel ist bei nicht als Pendelzug ausgeführten Lok-Wagen-Kompositionen aufwändig, da das Triebfahrzeug umgesetzt werden muss.

## Entwicklung
Beim Cargo-Pendelzug wurden die Vorteile des Cargo-Sprinters mit den Vorteilen eines elektrischen Pendelzuges verbunden.
Der 1996 entwickelte CargoSprinter war ein reines Dieselfahrzeug mit zwei motorisierten vierachsigen Containertragwagen mit je einem Führerstand und maximal drei zweiachsigen Mittelwagen. Er bot sich für den Transport der Wechselbehälter an. Allerdings hatte er eine zu geringe Beschleunigung bis zum Erreichen der zugelassenen Streckengeschwindigkeit.
Wegen der dauernd auftretenden Verspätungen im Betrieb bewährte sich das Flügelzugkonzept des CargoSprinter nicht. Da zum Kuppeln und Trennen trotzdem zusätzliches Personal oder sehr viel Zeit notwendig war, ergab sich die erwünschte Flexibilität nicht. Trotz automatischer Kupplung ist ein zweiter Mann erforderlich, der die nun verbundene Komposition erneut aufrüstet und die Bremsprobe durchführt.
Der Einsatz von Dieseltriebwagen ist für die Anschlussgleise zwar ideal, nicht aber für den Streckendienst. Dafür ist ein viel leistungsfähigeres Dieselaggregat notwendig, was wiederum die Zuladung des angetriebenen Fahrzeugs heruntersetzt. Ein aus mehreren CargoSprintern gebildeter Verband beinhaltet viele überflüssige Führerstände, jedoch ist die Motorleistung der dazwischen liegenden Einheiten für die Fahrt auf der Strecke notwendig. Aber gerade die Zugsicherungsausrüstung in den Führerständen verteuert ein solches Fahrzeug enorm. Auch steigt die Fehler-Anfälligkeit mit vielen Triebfahrzeugen sprunghaft an. Das heisst, weniger Motoren sind besser. Die Zuglänge fällt weniger ins Gewicht, da es hier oft erwünscht wird, die Ladung bedarfsgerecht und gleichmässig zu erhalten. So kann Lagerplatz am Bestimmungsort eingespart werden (Just-in-time-Lieferung).
Man entschloss sich, eine feste Pendelkomposition aus einem elektrischen Triebfahrzeug und einem Steuerwagen mit thermischem Hilfsantrieb ähnlich dem CargoSprinter zu bauen, die mit entsprechenden angepassten Zwischenwagen bedarfsgerecht verlängert werden kann. Da in der Schweiz das Vielfachsteuerungssystem IIId am weitesten verbreitet ist, war es naheliegend, den Pendelzug auf dieses System auszurichten, denn es ermöglicht, die Lokomotive problemlos zu ersetzen. Dies senkt Fixkosten, da kein neues elektrisches Triebfahrzeug angeschafft werden muss.
Es wurde einer der vorgängig nach Österreich verkauften CargoSprinter erworben. Dieser wurde umgebaut. Damit war auch beim thermischen Fahrzeugteil kein Neubau nötig.

## Fahrzeuge

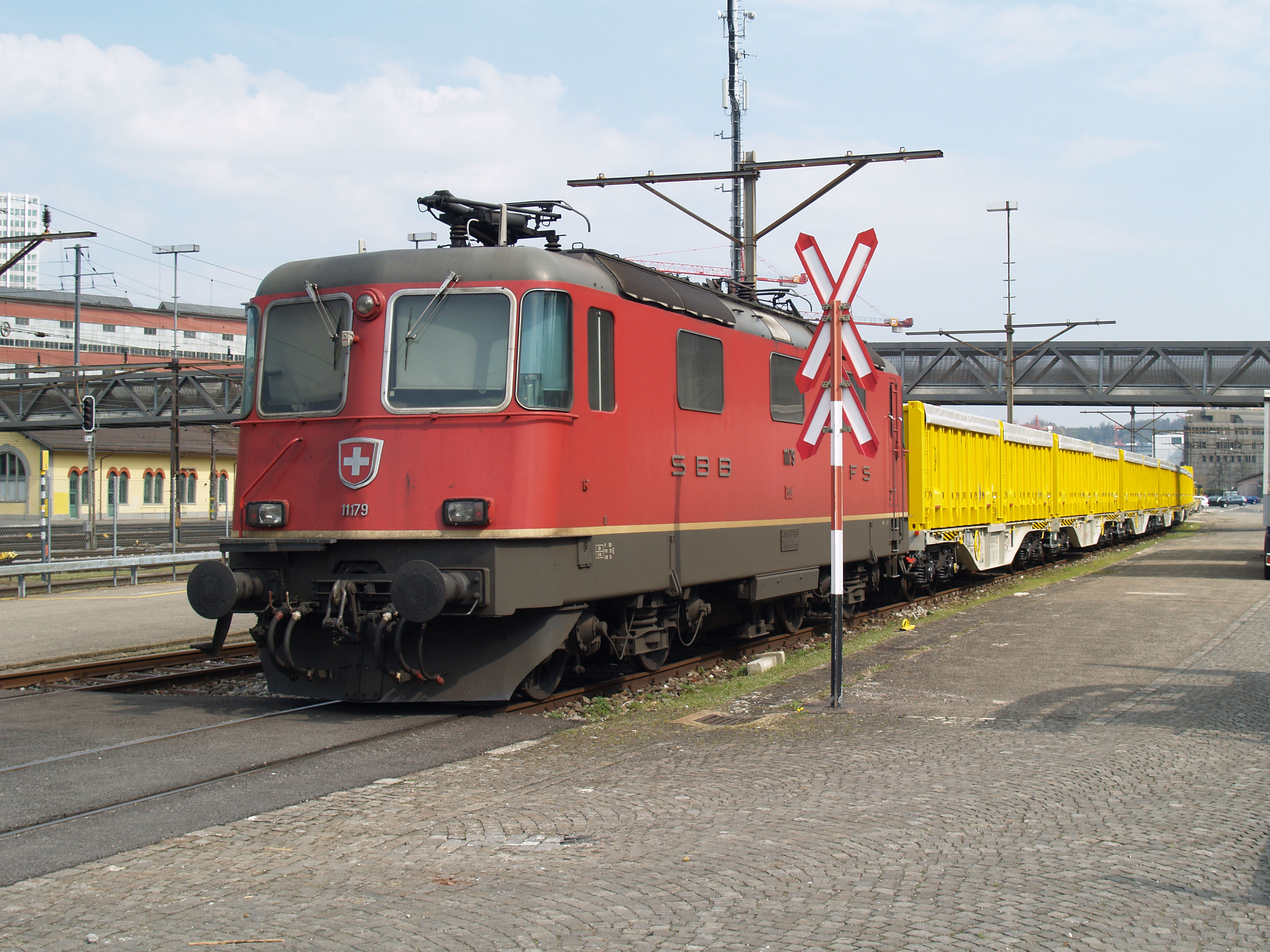
Der Cargo-Pendelzug von der Lokomotiv-Seite her gesehen

Der ganze Pendelzug ist so aufgebaut, dass möglichst unveränderte Zwischenwagen eingesetzt werden können. Daher ist die zusätzliche Ausrüstung auf einzelne Wagen konzentriert. Es werden als Zwischen- und Koppelwagen zweigliedrige achtachsige Containertragwagen des Typs Sggmrrs-z verwendet. Diese können je Wagenglied zwei 25-Fuss-Container, also insgesamt vier 25-Fuss-Container, aufnehmen (geladen werden aber 24-Fuss-Container).
Als Lokomotive kommt in der Anfangsphase eine Re 4/4 II der SBB Cargo zum Einsatz. Sie ist die zahlenmässig häufigste Lok in der Schweiz. Anpassungen am Triebfahrzeug sind nicht notwendig.
Beim Steuerwagen und bei den Tragwagen ist die Marti Infra AG der Wagenhalter. Die Lokomotive bleibt Eigentum der SBB.

### Allgemeines
Die Vielfachsteuerung IIId ist recht flexibel, da sie als Auf-Ab-Steuerung problemlos digitalisiert werden kann. Das ermöglicht relativ leichte Steuerleitungen, erfordert aber einen Wandler. Auch ist dadurch eine Anpassung zweier nicht aufeinander abgestimmter Fahrzeuge möglich. Es müssen nur beide Fahrzeuge eine Auf-Ab-Steuerungsmöglichkeit besitzen (heute Standard). Die Fernsteuerung über das VST IIId erlaubt aber nur die Fernsteuerung der Elektrolokomotive, nicht des Dieseltriebwagens. So wird ein relativ günstiger Wandler ermöglicht. Allerdings besitzt der Dieseltriebwagen eine Funkfernsteuerung und ermöglicht auf diese Weise eine Steuerung von aussen. Der Lokomotivführer kann so alleine eine geschobene Fahrt mit Dieseltraktion durchführen. Die Funkfernsteuerung wird vorwiegend im Rangierbetrieb benutzt. Für die Versorgung des Steuerwagens ist auch eine Stromversorgung ab der Elektrolokomotive von Vorteil, denn dadurch muss der Dieselmotor im Elektrobetrieb nicht für die Stromversorgung des Steuerwagens laufen. Wegen des Wandlers besteht die Wagen-Komposition immer aus einem Koppel- und einem Steuerwagen (Es sind bis zu vier Sggmrrs-z zulässig). Es gibt zwischen den Tragwagen zwei Elektrokabel, ein zehnadriges Kabel mit 3 × 400 V AC und 36 V DC (36 Volt Gleichstrom für Vielfachsteuerung und Zugsicherung) und ein 14-adriges Kabel der Vielfachsteuerung. Beide Kabel sind lose und werden beidseitig in die entsprechende Dose am Wagen gesteckt. Daneben sind als Druckluftleitungen noch je eine Haupt- und Speiseleitung vorhanden. Der Zug besitzt keine UIC- oder ep-Leitung.

### Tragwagen
Es handelt sich hier um zweiteilige, insgesamt achtachsige Containertragwagen der Bauart Sggmrrs-z mit einer zulässigen Zuladung von maximal 144 Tonnen.
Die Tragwagen sind von der AAE Engineering s.r.o. beschafft worden und wurden bei der Firma Lostr a.s. Loundy in Tschechien hergestellt. Bei den Wagenhälften handelt es sich um das Grundmodell eines 16 Meter langen 50-Fuss-Containertragwagens. Eine Einheit besteht aus zwei 50-Fuss-Einheiten, die mit einer Stange fest kurzgekuppelt sind. Die Tragwagen sind für eine Achslast von 22,5 Tonnen ausgelegt und für 120 km/h zugelassen. Die Wagen sind nachschiebefähig, was für einen Pendelzug die Grundvoraussetzung ist.
Beim zweiten Pendelzug für die Firma Railogistics werden 6-achsige Containertragwagen des Typs Sgmrss verwendet. Auch bei diesen ist die AAE in Zug der Wagenhalter.

#### Koppelwagen

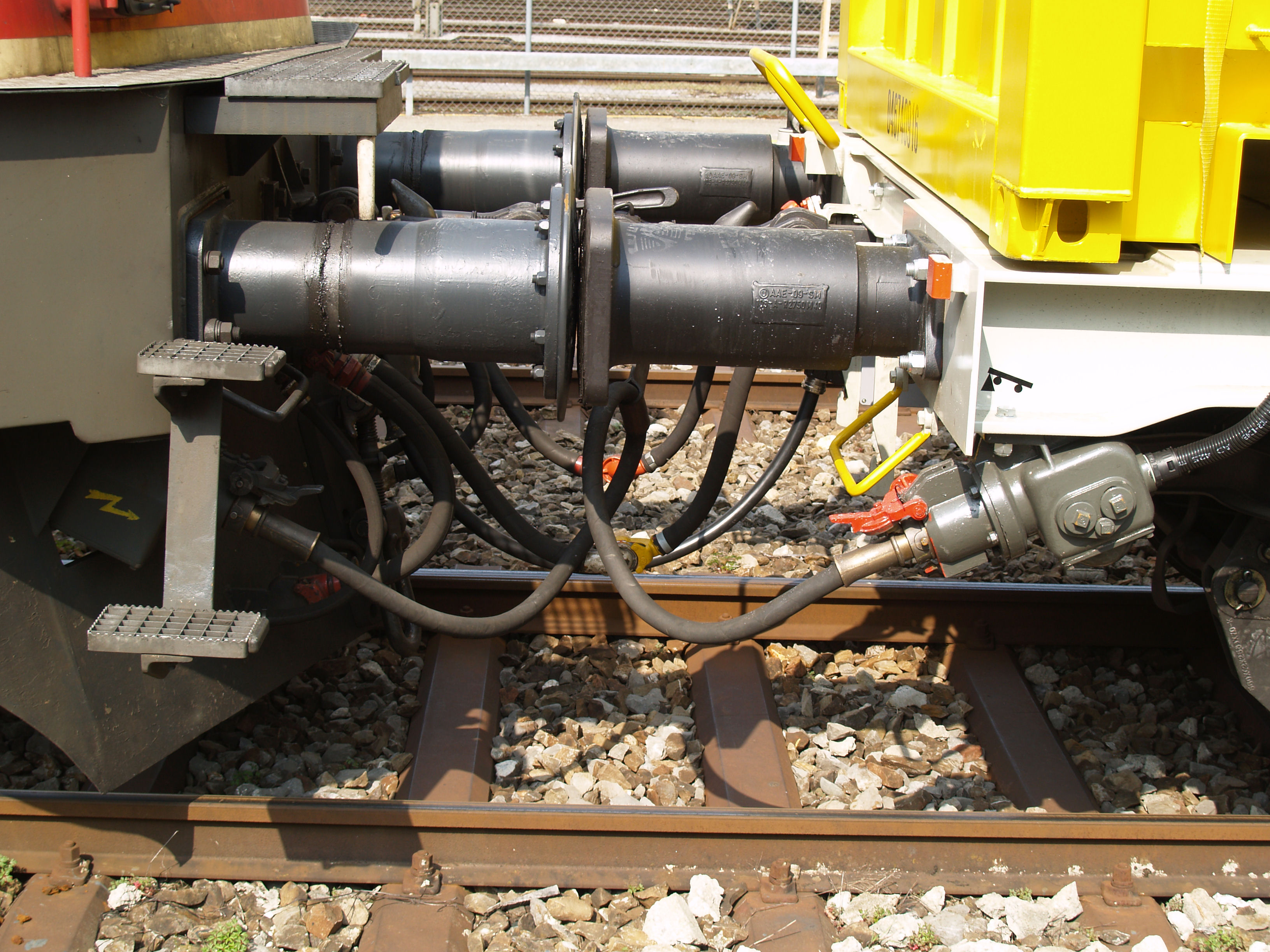
Die Verbindung zwischen Lok und Koppelwagen

Es gibt zwei Koppelwagen, diese unterscheiden sich nur durch die zusätzliche elektrische Ausrüstung von den übrigen Tragwagen.
Der Koppelwagen besitzt neben dem Wandler für die Vielfachsteuerleitung auch einen Konverter 1000 Volt / 16,7 Hz auf 3 × 400 Volt 50 Hz. Er ist der einzige Wagen, der an ein Triebfahrzeug mit Vielfachsteuerung IIId gekuppelt werden kann (der Steuerwagen besitzt auf der Führerstandseite keine Vielfachsteuerdose IIId). Wegen der Wandler und Konverter besitzt er an einer Achse Erdungsbürsten. Zum Kuppeln werden zwei lose Kabel benötigt, das Heiz- und das Vielfachsteuerkabel, diese sind bei Nichtbenutzung in dem Führerstand des Steuerwagens versorgt. Die Kabel sind bewusst beidseitig steckbar ausgeführt worden, da eine fixe Befestigung am Wagen eher zu Beschädigung führen würde, wenn dieser ohne Steuerwagen eingesetzt wird.

### Steuerwagen

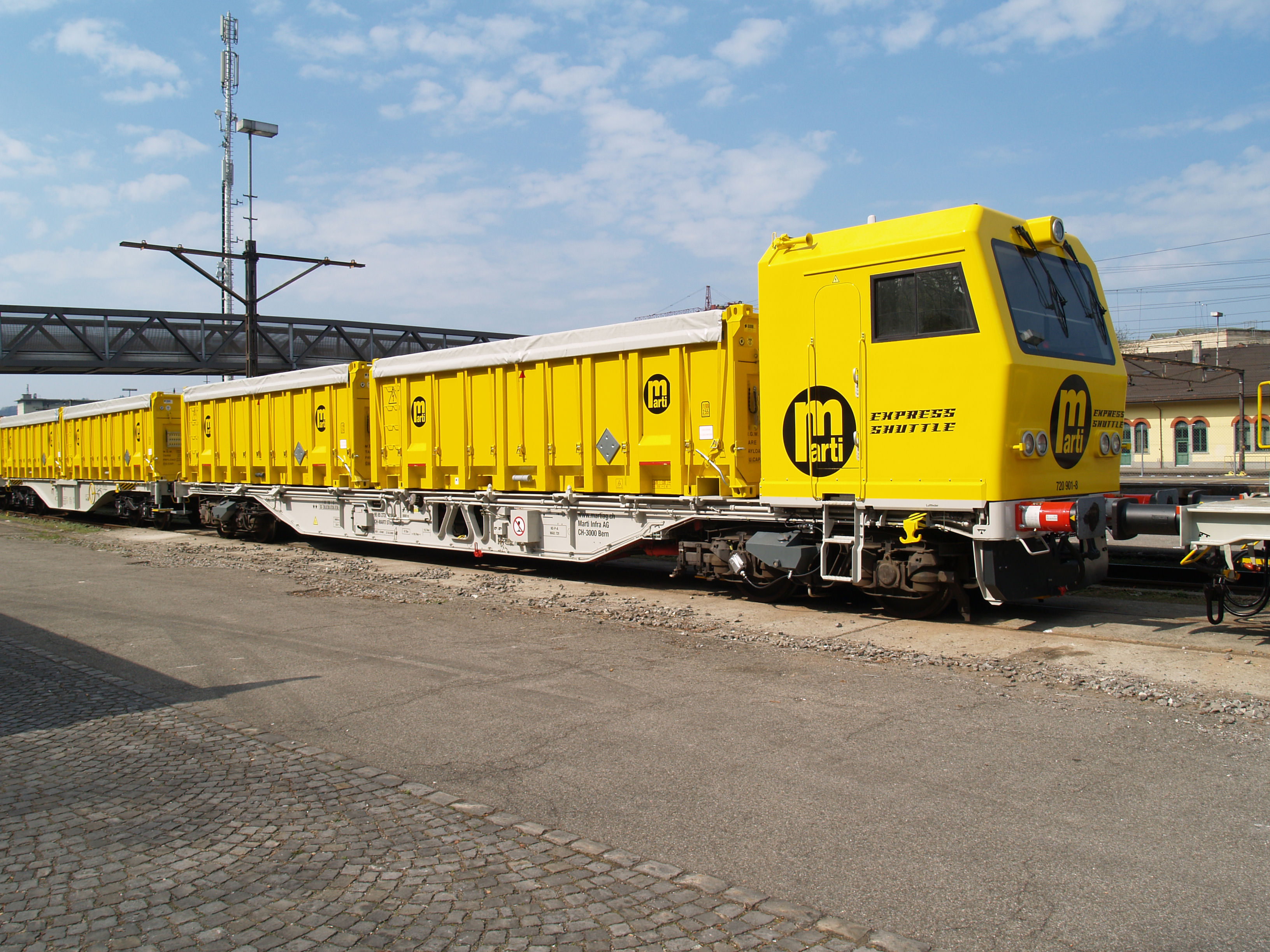
Der Steuerwagen, mit Dieselmotor

Der Steuerwagen trägt die Bezeichnung STmgmss-t (95 85 2720 901-8) mit einer zulässigen Zuladung von maximal 38 Tonnen, wobei die benutzte Bezeichnung Steuerwagen nicht ganz zutreffend ist, da er einen eigenen Antrieb besitzt und damit eigentlich ein Triebwagen wäre.
Als Steuerwagen dient eine Hälfte des Cargo-Sprinters mit einer Führerkabine und zwei 25-Fuss-Stellplätzen. Unterflur zwischen den Langträgern sind die beiden 265-kW-Dieselmotoren untergebracht. Angetrieben werden jeweils die inneren Achsen des Drehgestells (Achsfolge (1A)(A1)). Als Sicherheitsfahrschaltung wurde die Zeit-Zeit-SiFa der DB, die er schon als Cargo-Sprinter besass, belassen. Der Steuerwagen besitzt eine ETM-Balisenantenne sowie die bei der Inverkehrssetzung in der Schweiz üblichen Zugsicherungsmagnete für Integra-Signum und ZUB. Da letztere zu wenig Freiraum für die Gleisbremsen bieten, darf er aber keine Ablaufberge in Arbeitsstellung befahren, ist damit (neben der Lokomotive) das einzige nicht freizügig einsetzbare Fahrzeug der Komposition (der Koppel- und die Zwischenwagen können wie ein normaler Güterwagen in einem anderen Zug mitgegeben und auch normal rangiert werden). Die Achslast des Steuerwagens ist auf 18 Tonnen beschränkt und die zugelassene Höchstgeschwindigkeit beträgt 120 km/h.
Der Steuerwagen wurde von Stadler in Winterthur an die schweizerischen Vorschriften angepasst, wobei auch andere technische Änderungen durchgeführt wurden. Das Engineering des mechanischen und pneumatischen Umbaus wurde durch die Technischen Services der ÖBB in Knittelfeld geleistet. Der Umbau des elektrischen Teils wurde von der Firma Tecsol in Anger (A) geplant und ausgeführt.

## Einsatz
Der Zug kann sowohl elektrisch wie mit dem Dieselmotor als Zug verkehren (die Zugsicherung funktioniert auch im Dieselbetrieb). Üblich ist es, dass mit dem Dieselmotor die Anschlussgleise befahren werden bis zu einem Gleis, von wo der Zug dann signalmässig losfahren kann. Im Zielbahnhof läuft es ähnlich ab: Der Zug fährt elektrisch in ein Gleis, in dem der Traktionsartwechsel vollzogen wird. Dann fährt er thermisch in sein Zielgleis.
Für die Umstellung der Traktionsart ist aber eine Zeit von 10 Minuten einzurechnen. Auch für das Wenden, also den Führerstandswechsel, sind mindestens 15 Minuten einzuplanen.
Seit April 2009 benutzt die Marti AG die erste Komposition, um mit Kies beladene 24-Fuss-Wechselbehälter (Container) von Klus und Wangen an der Aare nach Zürich Hauptbahnhof zur Baustelle des Bahnhofs Löwenstrasse zu bringen. Der erste Einsatz wird mit drei Zwischenwagen gefahren, es können also 14 Container transportiert werden (mit einer theoretischen Nutzlast (Container und Ladung) von 470 Tonnen). Bei entsprechender Eignung werden später andere Relationen angefahren. Diese Verbindung wird als Marti-Express-Shuttle vermarktet.
Seit Juni 2009 ist eine zweite Komposition im Einsatz. Diese wird von der Firma Railogistik betrieben und zwischen Felsberg-Frauenfeld-Härkingen-Dailliens einsetzt. Dieser Zug ist mit geschlossenen Wechselbehältern beladen, zum einen mit Paketpostbehältern und zum anderen mit Kühlcontainern für die Firma Heineken, vermarktet als RailXpress1.